# 華倫委員會

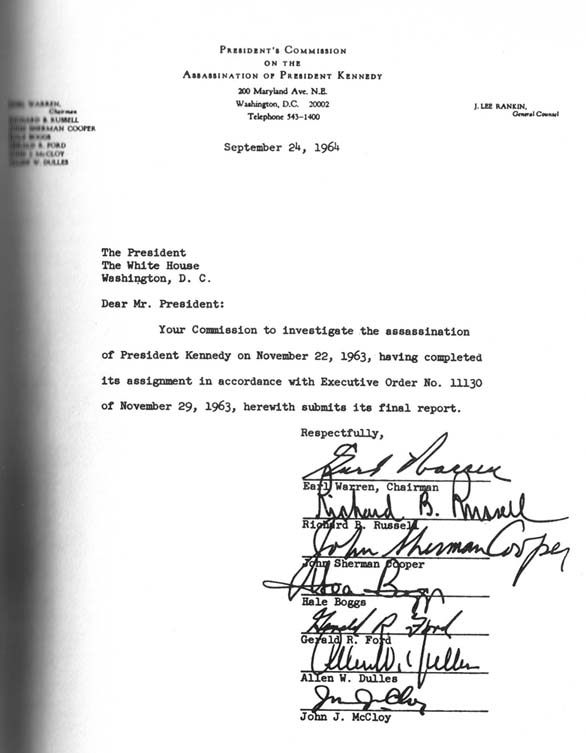
《沃伦报告》的封面

肯尼迪遇刺事件总统调查委员会（英語：The President's Commission on the Assassination of President Kennedy），又称沃伦委员会（英語：Warren Commission），是由第36任美國總統林登·约翰逊下令成立的總統委員會，以調查發生於1963年11月22日的第35任美国总统约翰·肯尼迪遇刺事件。该委员会成立於1963年11月29日，美国国会也通过第137号参议院联合法案（ Senate Joint Resolution 137 ），授权该总统委员会调查、汇报肯尼迪总统遇刺案，要求相关证人的必须出席并提供证词，还须提供取证过程。
这个总统委員會的非正式名稱「沃倫委員會」来源于该委員會的主席——第14任美國首席大法官厄爾·沃倫。该委員會调查后得出一份888页的《沃伦报告》(Warren Report），最终的核心結論為：李·哈維·奧斯瓦爾德是獨自一人刺殺肯尼迪总统、杰克·鲁比是独自一人于2日后枪杀李·哈維·奧斯瓦爾德。1964年9月24日，該委員會解散，该报告已於美国政府网站上全文刊登。但报告中的結論經常被質疑，而民间也产生了许多阴谋论。

## 委员会形成
肯尼迪遇刺案发生后，前美国司法部长尼古拉斯·卡岑巴赫建议成立一个委员会调查该案件。1963年11月28日，卡岑巴赫将一份备忘录送到白宫，建议继任總統林登·约翰逊成立调查委员会，而且为了防止争议，委员会的调查结果必须公布与众、让民众信服。
1963年11月29日，调查委员会成立，林登·约翰逊随后也任命了许多美国重要人物作为委员会的成员，包括第14任美国首席大法官厄尔·沃伦。

## 委员会成员

沃伦委员会成员
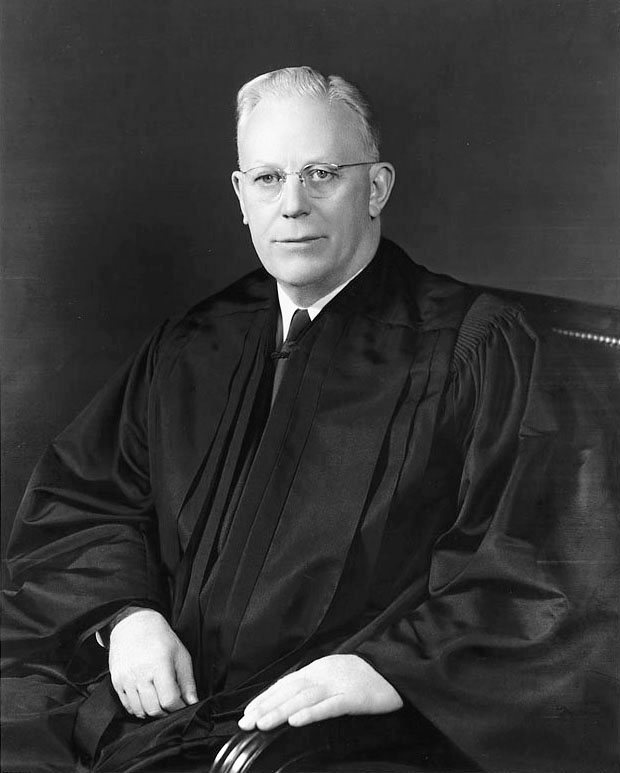
厄尔·沃伦
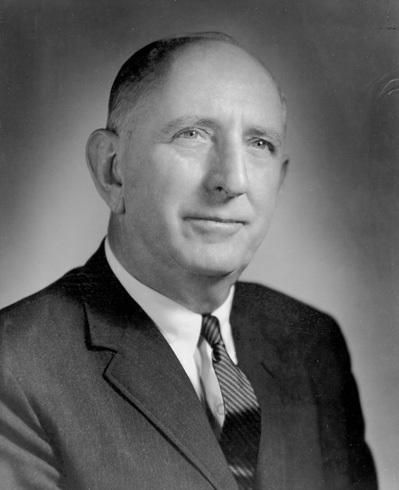
小理查德·罗素
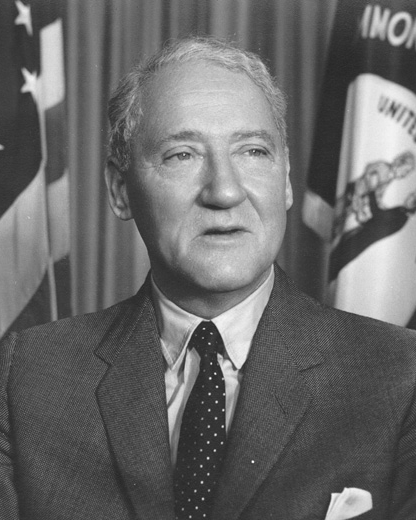
约翰·谢尔曼·库珀
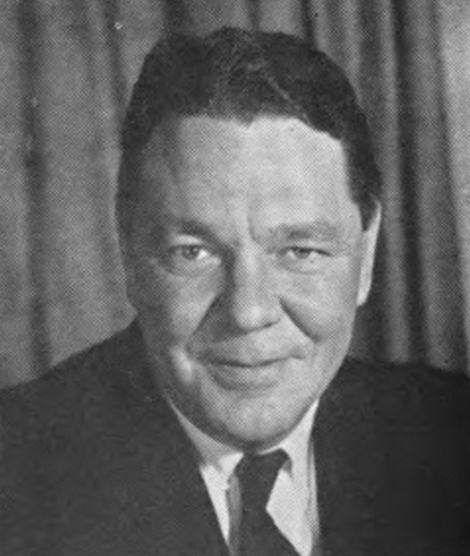
哈尔·伯格斯（英语：Hale Boggs）
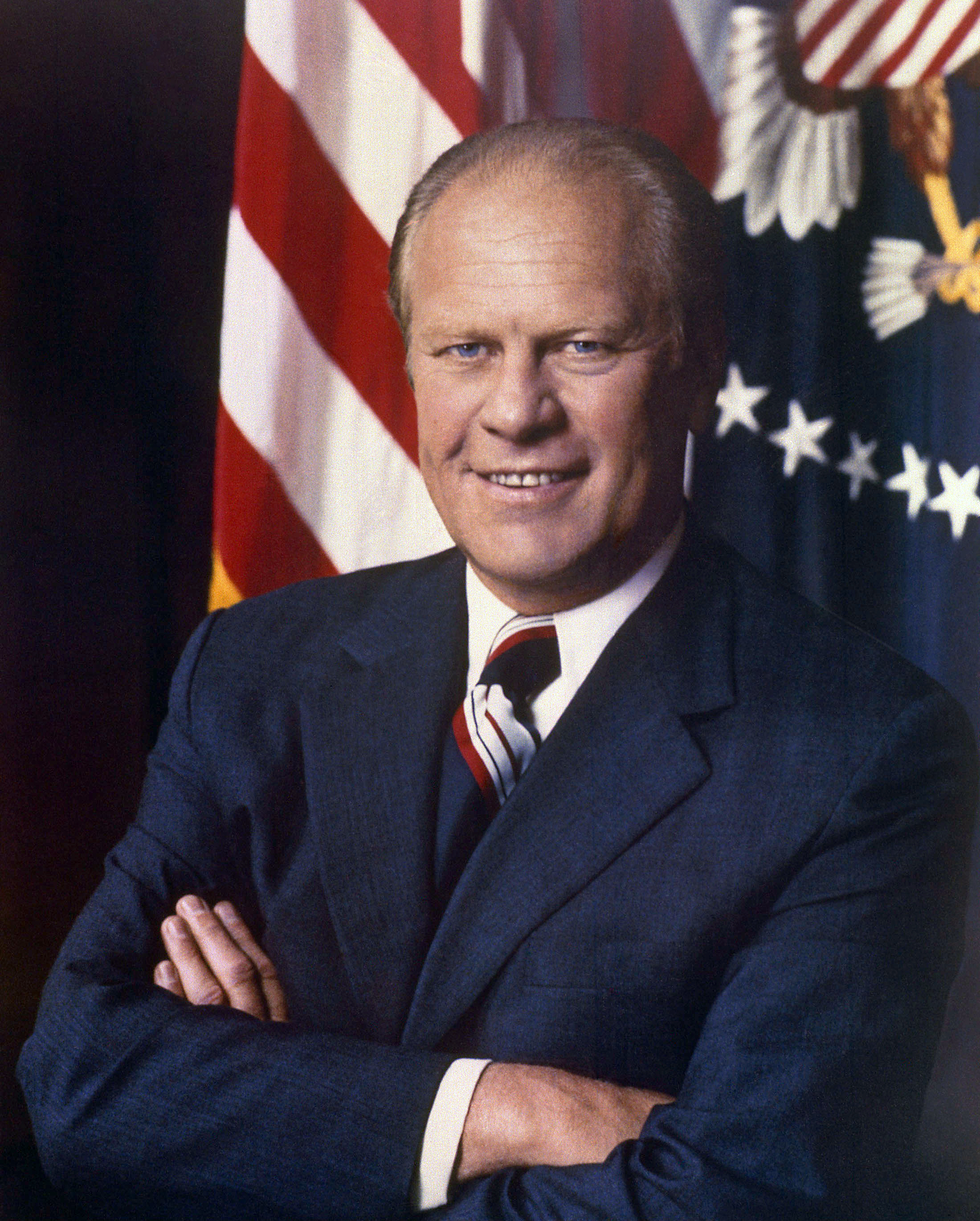
杰拉尔德·福特
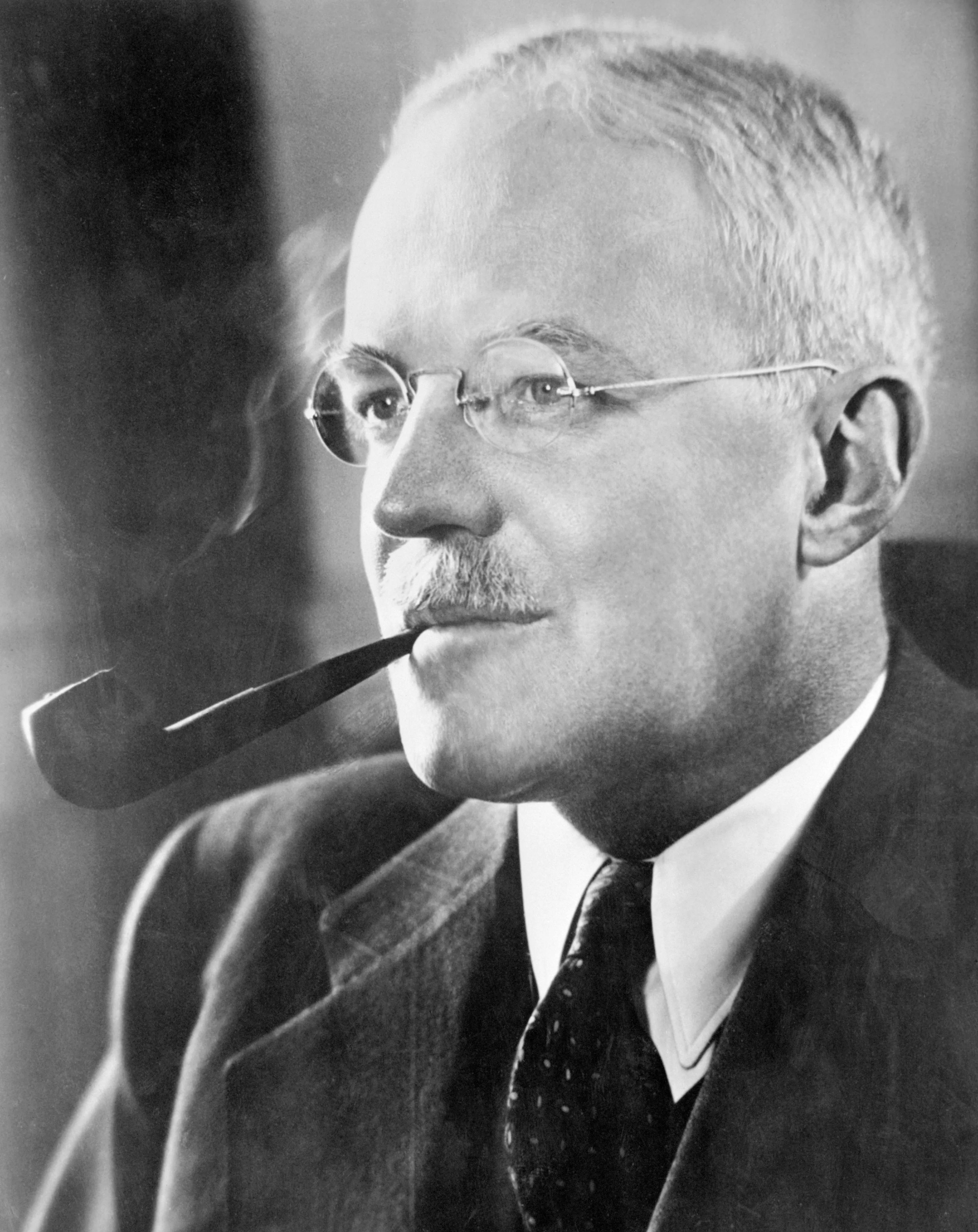
艾伦·杜勒斯
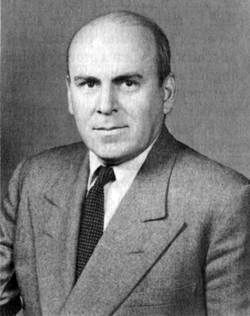
约翰·J·麦克洛伊

## 委员会结论
沃伦委员会的调查结论如下：
1. 射杀约翰·肯尼迪总统、射伤约翰·康纳利州长的子弹是从德克萨斯学校图书储藏所（英语：Burger Court）第6层东南角的窗户处发射的。
2. 第一发射中肯尼迪总统的子弹从他的脖颈后部进入、从脖颈的前端下部射出，造成非致命伤。第二发射中肯尼迪总统的子弹从他的头部右后方进入，造成大面积致命创伤。
3. 射中康纳利州长的子弹从他的背部右侧进入、在右侧的胸腔内下行、从右侧乳头下部射出。这枚子弹之后穿过他的右手腕、进入其左侧大腿，造成了轻微伤。
4. 无可信证据表明子弹是从摩托车队的前方（Triple Underpass）或者其它地方发射的。
5. 可信证据显示凶手开了3枪。
6. 虽然沃伦委员会不需要去确定具体是哪一发子弹射伤了康纳利州长，但专家们找到了非常信服的证据显示穿透肯尼迪总统喉咙的那发子弹就是射伤康纳利州长的子弹。尽管如此，康纳利州长的证词以及其它一些因素显示了另外的可能性，但沃伦委员会的每一个成员都确信所有的射中肯尼迪总统以及康纳利州长的子弹都是从德克萨斯学校图书储藏所（英语：Burger Court）第6层的窗户处发射的。
7. 射杀约翰·肯尼迪总统、射伤约翰·康纳利州长的子弹是由李·哈維·奧斯瓦爾德发射的。
8. 奧斯瓦爾德于刺杀事件发生45分钟后又杀害了达拉斯巡警J. D. 蒂皮特（英语：J. D. Tippit）。
9. 杰克·鲁比进入了达拉斯警察局的地下室并射杀了李·哈維·奧斯瓦爾德，同时没有证据显示达拉斯警察局内有成员协助鲁比的行动。
10. 沃伦委员会没有发现任何证据显示奧斯瓦爾德或者鲁比是美国国内或国外的阴谋刺杀肯尼迪总统组织的成员。
11. 沃伦委员会没有发现任何证据显示美国联邦政府、州政府、地方政府的官员有任何阴谋、颠覆或者对美国政府的不忠行为。
12. 沃伦委员会无法完全确认奧斯瓦爾德的行凶动机。
13. 沃伦委员会通过此次调查，相信对总统的安保措施升级是完全必要的。[8]

## 后世影响
在《信息自由法案》和1992年的《肯尼迪档案法案》推动下，在1992年98%的沃伦委员会档案都已开放。在同一年成立的暗杀档案复核小组（英语：Assassination Records Review Board）工作六年后，沃伦委员会的档案除了那些与税务估计有关、由税务局签发的之外都向民众开放，但不包括肯尼迪的尸检照片和X光照片，它们是由肯尼迪家族附加了限制条件于1966年捐给海军档案库的。剩余相关的报告档案則于2017年开放。